# Weronika Eduardowna Kudermetowa
Weronika Eduardowna Kudermetowa (russisch Вероника Эдуардовна Кудерметова; tatarisch Вероника Эдуард кызы Кадыйрмәтова Veronika Eduard kızı Kadıyrmätova; englisch Veronika Kudermetova; * 24. April 1997 in Kasan, Tatarstan, Russland) ist eine russische Tennisspielerin und die ältere Schwester von Polina Kudermetowa, die ebenfalls professionelle Tennisspielerin ist. Ihr Vater Eduard Kudermetow ist ein ehemaliger Eishockeyspieler.

## Karriere
Kudermetowa, die im Alter von acht Jahren mit dem Tennisspielen begann, trat 2011 in ihrer Geburtsstadt Kasan erstmals in der Qualifikation eines Turniers der ITF Women’s World Tennis Tour an. 2014 gewann sie ihren ersten Profititel und gab im selben Jahr beim Kremlin Cup in Moskau ihr Debüt auf der WTA-Tour, nachdem sie dort für die Qualifikation, in der sie in der zweiten Runde ausschied, eine Wildcard erhalten hatte.
2016 gewann Kudermetowa ihre ersten beiden Turniere der $25.000-Kategorie und erreichte zwei weitere Finals und konnte in Taipeh bei einem Turnier der WTA Challenger Series an der Seite von Natela Dsalamidse in der Doppelkonkurrenz triumphieren. Im Jahr darauf trat sie bei den Australian Open 2017 erstmals in der Qualifikation eines Grand-Slam-Turniers an und verlor ihre Auftaktpartie. Auch bei den anderen drei Grand-Slam-Turnieren scheiterte Kudermetowa jeweils in der Qualifikation. Zum Saisonabschluss gelang ihr abermals in Taipeh mit dem Einzug ins Viertelfinale ihr bestes Saisonresultat im Einzel. Außerdem verteidigte sie dort mit Aryna Sabalenka zusammen ihren Titel im Doppel.
2018 konnte sich Kudermetowa in Stuttgart erstmals erfolgreich für die Hauptrunde eines WTA-Turniers qualifizieren und erreichte nach einem Auftaktsieg gegen Carla Suárez Navarro auf Anhieb die zweite Runde, in der sie von der späteren Turniersiegerin Karolína Plíšková geschlagen wurde. Anschließend stieß sie in ’s-Hertogenbosch und Gstaad jeweils ins Viertelfinale vor und gewann zum Saisonabschluss bei den WTA-Challengers in Mumbai, erneut gemeinsam mit Natela Dsalamidse, und Limoges, zusammen mit Galina Woskobojewa, zwei weitere Doppeltitel in Folge.
Im Jahr darauf gelang ihr nach einer weiteren Viertelfinalteilnahme zum Saisonbeginn in Shenzhen der Sprung unter die Top 100 der Tennisweltrangliste sowie im Anschluss daran bei den Australian Open 2019 die erstmalige Qualifikation für das Hauptfeld eines Grand-Slam-Turniers, jedoch unterlag sie in der ersten Runde Sofia Kenin. Im Anschluss gewann sie beim WTA-Challenger in Guadalajara nach einem Finalerfolg über Marie Bouzková ihren bis dahin größten Titel. Bei den French Open schlug sie zum Auftakt Caroline Wozniacki und erreichte zum ersten Mal die dritte Runde, in der sie gegen Kaia Kanepi ausschied. Im Anschluss kam sie in ’s-Hertogenbosch, Hiroshima und Tianjin jeweils ins Halbfinale und bezwang in Wuhan mit Belinda Bencic erstmals eine Top-10-Spielerin. Dort gewann sie an der Seite von Duan Yingying auch ihren bisher größten Titel im Doppel; im Endspiel besiegten die beiden Aryna Sabalenka und Elise Mertens. Durch den Einzug ins Viertelfinale von Moskau, wo sie gegen Elina Switolina eine weitere Spielerin aus den Top 10 schlagen konnte, schob sie sich in der Weltrangliste zum Saisonende erstmals unter die besten 50 der Welt.
Anfang 2020 stand Kudermetowa in Hobart in ihrem vierten WTA-Halbfinale und erzielte im Februar mit Platz 38 ihre bis dahin höchste Weltranglistenposition. Im Februar besiegte sie nach drei erfolgreichen Matches in der Qualifikation beim WTA-Turnier in Dubai die besser platzierte Dayana Yastremska und verlor nur knapp in drei Sätzen gegen Gabrine Muguruza. Eine Woche später unterlag sie in Doha in drei Sätzen gegen Top-Ten-Spielerin Belinda Bencic. Nach der langen Corona-Pause gelang ihr bei den Western & Southern Open ein großer Erfolg, als sie die topgesetzte Karolina Pliskova glatt besiegte.
Bereits 2014 debütierte Kudermetowa bei der 0:4-Viertelfinalniederlage gegen Australien für die russische Fed-Cup-Mannschaft. Seitdem hat sie für ihr Land vier Partien im Einzel und Doppel bestritten, konnte aber bisher keine Begegnung für sich entscheiden.
2013 gewann sie zusammen mit Darja Kassatkina und Alexandra Pospelowa den Junioren-Fed-Cup. Im Endspiel schlugen sie das Team aus Australien mit 2:0.

## Privates
Kudermetowa ist mit ihrem Trainer Sergei Demjochin verheiratet, der sich als ehemaliger Erfolgscoach von Wera Swonarjewa einen Namen gemacht hat.

## Turniersiege

### Einzel
| Nr. | Datum              | Turnier     | Kategorie      | Belag             | Finalgegnerin      | Ergebnis   |
| --- | ------------------ | ----------- | -------------- | ----------------- | ------------------ | ---------- |
| 1.  | 9. März 2014       | Astana      | ITF $10.000    | Hartplatz (Halle) | Olga Doroschina    | 7:62, 7:63 |
| 2.  | 17. Juli 2016      | Imola       | ITF $25.000    | Teppich           | Michaëlla Krajicek | 6:4, 6:2   |
| 3.  | 11. September 2016 | Telawi      | ITF $25.000    | Sand              | Deniz Khazaniuk    | 7:5, 6:4   |
| 4.  | 11. März 2018      | Yokohama    | ITF $25.000    | Hartplatz         | Harriet Dart       | 6:2, 6:4   |
| 5.  | 16. März 2019      | Guadalajara | WTA Challenger | Hartplatz         | Marie Bouzková     | 6:2, 6:0   |
| 6.  | 11. April 2021     | Charleston  | WTA 500        | Sand              | Danka Kovinić      | 6:4, 6:2   |
| 7.  | 1. Oktober 2023    | Tokio       | WTA 500        | Hartplatz         | Jessica Pegula     | 7:5, 6:1   |

### Doppel
| Nr. | Datum              | Turnier          | Kategorie              | Belag             | Partnerin                    | Finalgegnerinnen                          | Ergebnis          |
| --- | ------------------ | ---------------- | ---------------------- | ----------------- | ---------------------------- | ----------------------------------------- | ----------------- |
| 1.  | 29. Juni 2013      | Schymkent        | ITF $10.000            | Sand              | Margarita Lasarewa           | Jekaterina Gubanowa Darja Lodikowa        | 6:4, 6:2          |
| 2.  | 17. August 2013    | Kasan            | ITF $50.000            | Hartplatz         | Jewgenija Rodina             | Alexandra Artamonova Martina Borecká      | 5:7, 6:0, [10:8]  |
| 3.  | 3. Mai 2014        | Andijan          | ITF $10.000            | Sand              | Albina Xabibulina            | Polina Monowa Jana Sisikowa               | 6:4, 7:65         |
| 4.  | 12. September 2014 | Moskau           | ITF $25.000            | Sand              | Xenia Knoll                  | Alexandra Artamonova Polina Monowa        | 7:610, 7:5        |
| 5.  | 9. August 2015     | Moskau           | ITF $25.000            | Sand              | Natela Dsalamidse            | Oleksandra Koraschwili Walerija Strachowa | 6:1, 6:3          |
| 6.  | 13. November 2015  | Minsk            | ITF $25.000            | Hartplatz (Halle) | Başak Eraydın                | Anastassija Frolowa Ekaterina Yashina     | 6:3, 6:1          |
| 7.  | 17. Januar 2016    | Daytona Beach    | ITF $25.000            | Sand              | Natela Dsalamidse            | Sharon Fichman Carol Zhao                 | 6:4, 6:3          |
| 8.  | 10. April 2016     | Qarshi           | ITF $25.000            | Hartplatz         | Natela Dsalamidse            | Xenija Lykina Polina Monowa               | 4:6, 6:4, [10:7]  |
| 9.  | 26. Juni 2016      | Moskau           | ITF $25.000            | Sand              | Natela Dsalamidse            | Anna Morgina Hanna Posnichirenko          | 6:1, 6:2          |
| 10. | 31. Juli 2016      | Astana           | ITF $25.000            | Hartplatz         | Natela Dsalamidse            | Polina Monowa Jana Sisikowa               | 6:2, 6:3          |
| 11. | 11. September 2016 | Telawi           | ITF $25.000            | Sand              | Natela Dsalamidse            | Tatia Mikadse Sopia Schapatawa            | 6:4, 6:2          |
| 12. | 29. Oktober 2016   | Liuzhou          | ITF $50.000            | Hartplatz         | Alexandra Pospelowa          | Jacqueline Cako Sabina Sharipova          | 6:2, 6:4          |
| 13. | 20. November 2016  | Taipeh           | WTA Challenger         | Teppich (Halle)   | Natela Dsalamidse            | Chang Kai-chen Chuang Chia-jung           | 4:6, 6:3, [10:5]  |
| 14. | 15. April 2017     | Istanbul         | ITF $60.000            | Hartplatz         | İpek Soylu                   | Xenija Lykina Polina Monowa               | 4:6, 7:5, [11:9]  |
| 15. | 10. Juni 2017      | Marseille        | ITF $100.000           | Sand              | Natela Dsalamidse            | Dalma Gálfi Dalila Jakupović              | 7:65, 6:4         |
| 16. | 22. Juli 2017      | Astana           | ITF $100.000+H         | Hartplatz         | Natela Dsalamidse            | Ysaline Bonaventure Naomi Broady          | 6:2, 6:0          |
| 17. | 22. September 2017 | Sankt Petersburg | ITF $100.000           | Hartplatz (Halle) | Anna Blinkowa                | Belinda Bencic Michaela Hončová           | 6:3, 6:1          |
| 18. | 19. November 2017  | Taipeh           | WTA Challenger         | Teppich (Halle)   | Aryna Sabalenka              | Monique Adamczak Naomi Broady             | 2:6, 7:65, [10:6] |
| 19. | 4. November 2018   | Mumbai           | WTA Challenger         | Hartplatz         | Natela Dsalamidse            | Bibiane Schoofs Barbora Štefková          | 6:4, 7:64         |
| 20. | 11. November 2018  | Limoges          | WTA Challenger         | Hartplatz (Halle) | Galina Woskobojewa           | Timea Bacsinszky Wera Swonarjowa          | 7:5, 6:4          |
| 21. | 27. September 2019 | Wuhan            | WTA Premier            | Hartplatz         | Duan Yingying                | Elise Mertens Aryna Sabalenka             | 7:63, 6:2         |
| 22. | 25. April 2021     | Istanbul         | WTA 250                | Sand              | Elise Mertens                | Makoto Ninomiya Nao Hibino                | 6:1, 6:1          |
| 23. | 19. Februar 2022   | Dubai            | WTA 500                | Hartplatz         | Elise Mertens                | Ljudmyla Kitschenok Jeļena Ostapenko      | 6:1, 6:3          |
| 24. | 15. Mai 2022       | Rom              | WTA 1000               | Sand              | Anastassija Pawljutschenkowa | Gabriela Dabrowski Giuliana Olmos         | 1:6, 6:4, [10:7]  |
| 25. | 7. November 2022   | Fort Worth       | WTA Tour Championships | Hartplatz (Halle) | Elise Mertens                | Barbora Krejčíková Kateřina Siniaková     | 6:2, 4:6, [11:9]  |
| 26. | 25. Februar 2023   | Dubai            | WTA 1000               | Hartplatz         | Ljudmila Samsonowa           | Chan Hao-ching Latisha Chan               | 6:4, 6:74, [10:1] |
| 27. | 29. Oktober 2023   | Zhuhai           | WTA Elite Trophy       | Hartplatz (Halle) | Beatriz Haddad Maia          | Miyu Katō Aldila Sutjiadi                 | 6:3, 6:3          |
| 28. | 21. April 2024     | Stuttgart        | WTA 500                | Sand (Halle)      | Chan Hao-ching               | Ulrikke Eikeri Ingrid Neel                | 4:6, 6:3, [10:2]  |
| 29. | 13. Juli 2025      | Wimbledon        | Grand Slam             | Rasen             | Elise Mertens                | Hsieh Su-wei Jeļena Ostapenko             | 3:6, 6:2, 6:4     |

## Abschneiden bei Grand-Slam-Turnieren

### Einzel
| Turnier         | 2017 | 2018 | 2019 | 2020 | 2021 | 2022 | 2023 | 2024 | 2025 | Karriere |
| --------------- | ---- | ---- | ---- | ---- | ---- | ---- | ---- | ---- | ---- | -------- |
| Australian Open | Q1   | —    | 1    | 1    | 3    | 3    | 2    | 1    | AF   | AF       |
| French Open     | Q2   | Q3   | 3    | 2    | 2    | VF   | 1    | 1    | 3    | VF       |
| Wimbledon       | Q1   | Q2   | 2    |      | 1    | —    | 2    | 1    | 2    | 2        |
| US Open         | Q1   | Q2   | 1    | 1    | 1    | AF   | 1    | 1    |      | AF       |

Zeichenerklärung: S = Turniersieg; F, HF, VF, AF = Einzug ins Finale / Halbfinale / Viertelfinale / Achtelfinale; 1, 2, 3 = Ausscheiden in der 1. / 2. / 3. Hauptrunde; Q1, Q2, Q3 = Ausscheiden in der 1. / 2. / 3. Qualifikationsrunde; nicht ausgetragen

### Doppel
Die Tabelle listet die Ergebnisse der Grand-Slam-Turniere, der Tour Championships, der Olympischen Spiele, des Fed Cups bzw Billie Jean King Cups und der Turniere folgender Kategorien auf: 1990–2008: Tier I, 2009–2020: Premier Mandatory und Premier 5, ab 2021: WTA 1000.
| Turnier              | 2014 | 2015 | 2016 | 2017 | 2018 | 2019 | 2020 | 2021 | 2022 | 2023 | 2024 | 2025 | Karriere |
| -------------------- | ---- | ---- | ---- | ---- | ---- | ---- | ---- | ---- | ---- | ---- | ---- | ---- | -------- |
| Australian Open      | —    | —    | —    | —    | 1    | 2    | AF   | 1    | HF   | 1    | 2    | 2    | 1 × HF   |
| French Open          | —    | —    | —    | 1    | 1    | 1    | AF   | 1    | AF   | VF   | AF   | VF   | 2 × VF   |
| Wimbledon            | —    | —    | —    | 2    | 2    | 1    |      | F    | —    | —    | AF   | S    | 1 × S    |
| US Open              | —    | —    | —    | 1    | 1    | 1    | HF   | AF   | 2    | 2    | HF   |      | 2 × HF   |
| WTA Finals           | —    | —    | —    | —    | —    | —    |      | —    | S    | —    | HF   |      | 1 × S    |
| Doha                 | —    |      | —    |      | AF   |      | AF   |      | F    |      | 1    | VF   | 1 × F    |
| Dubai                |      | —    |      | 1    |      | 1    |      | HF   |      | S    | 1    | 1    | 1 × S    |
| Indian Wells         | —    | —    | —    | —    | —    | 1    |      | F    | 1    | 1    | 1    | AF   | 1 × F    |
| Miami                | —    | —    | —    | —    | —    | AF   |      | AF   | F    | AF   | 1    | 1    | 1 × F    |
| Rom                  | —    | —    | —    | —    | —    | AF   | VF   | VF   | S    | 1    | AF   | F    | 1 × S    |
| Madrid               | —    | —    | —    | —    | —    | HF   |      | AF   | —    | 1    | AF   | F    | 1 × F    |
| Cincinnati           | —    | —    | —    | —    | —    | 1    | VF   | AF   | HF   | 1    | —    | AF   | 1 × HF   |
| Kanada               | —    | —    | —    | —    | —    | —    |      | HF   | AF   | —    | —    | AF   | 1 × HF   |
| Wuhan                | —    | —    | —    | —    | —    | S    |      |      |      |      | VF   |      | 1 × S    |
| Peking               | —    | —    | —    | —    | —    | 1    |      |      |      | VF   | F    |      | 1 × F    |
| Guadalajara          |      |      |      |      |      |      |      |      | VF   | AF   |      |      | 1 × VF   |
| Olympische Spiele    |      |      | —    |      |      |      | KF   |      |      |      | —    |      | —        |
| Billie Jean King Cup | VF   | —    | —    | —    | W2   | —    | S    | S    | —    | —    |      |      | 1 × S    |

Zeichenerklärung: S = Turniersieg; F, HF, VF, AF = Einzug ins Finale, Halb-, Viertel-, Achtelfinale; 1, 2, 3 = Ausscheiden in der 1., 2., 3. Haupt- / Finalrunde; Q1, Q2, Q3 = Ausscheiden in der 1., 2. 3. Qualifikationsrunde; KF (kleines Finale) = unterlegen im Spiel um Platz drei; RR = Round Robin (Gruppenphase); nicht ausgetragen oder andere Kategorie; PO (Playoff), P2 = Auf-/Abstiegsrunde zur Weltgruppe I/II im Fed Cup; W2, K1, K2, K3 = Teilnahme in der Weltgruppe II, Kontinentalgruppe I, II, III im Fed Cup.